# ハブソウ
ハブソウ（波布草、槐葉柄、Senna occidentalis）は、マメ科ジャケツイバラ亜科センナ属の一年草。原産地は、アメリカ合衆国南部から熱帯アメリカにかけて。日本には江戸時代に毒虫や毒蛇、とくにハブに咬まれたときの民間薬として導入されたために、この名前がある。現在、南西諸島や小笠原諸島では、帰化植物となっている。

## 特徴
茎は直立して草丈60-120cmくらいになり、全草無毛である。葉は、8〜12枚の小葉からなる羽状複葉で、この葉が、虫や蛇の毒を緩和するとされる。花は夏に、茎の先の方の葉腋から総状花序を出し、一つの花序に数輪の黄色い花が咲く。花はマメ科特有の蝶形花ではなく、いびつな五弁花である。その後に、幅数ミリ、長さ10cmくらいの平たいさやができる。
漢名は望江南（ぼうこうなん）というが、比較的新しい渡来種のため、漢方薬に配剤されることはない。この種子を炒ったものを、「ハブ茶」というが、現在健康食品として売られているものは、同属で別種のエビスグサの種子、漢方名決明子（けつめいし）である。
同属で別種のエビスグサよりも葉先がとがる。鞘の付き方もエビスグサは湾曲して垂れ下がるのに対し、ハブソウは水平よりも上を向く。などの点で区別できる。
ハブソウは、花が比較的大きく、美しいので、切り花用に栽培されることもある。

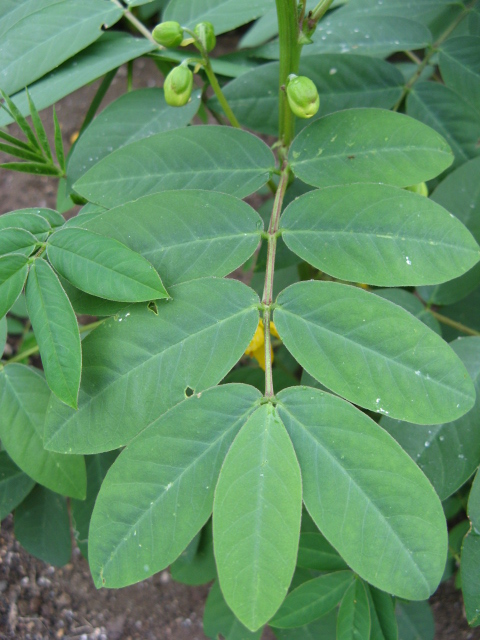
ハブソウの葉
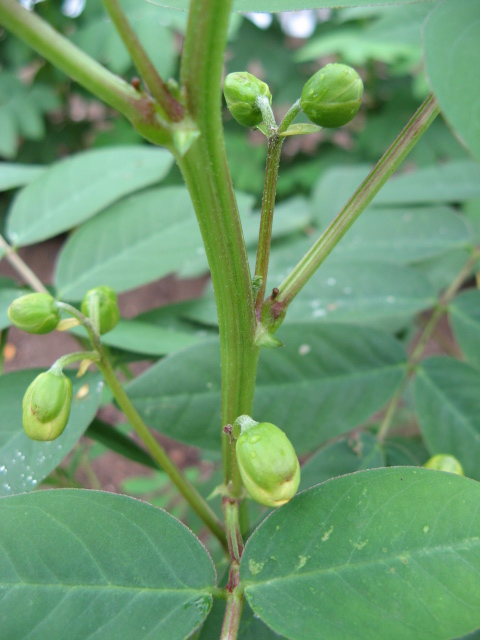
ハブソウの茎